# Pozsonyi II. járás

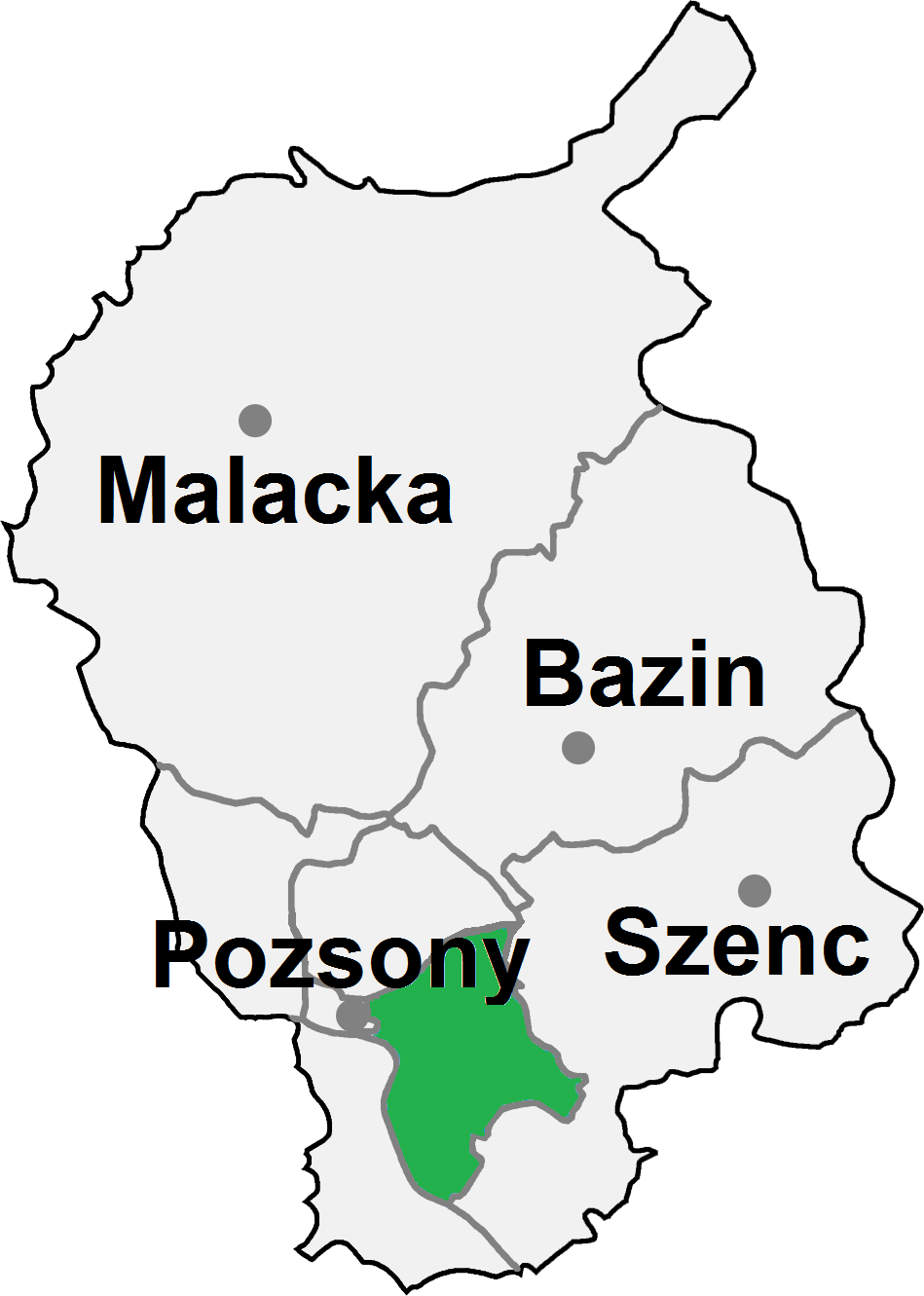
A Pozsonyi II. járás fekvése a Pozsonyi kerületen belül

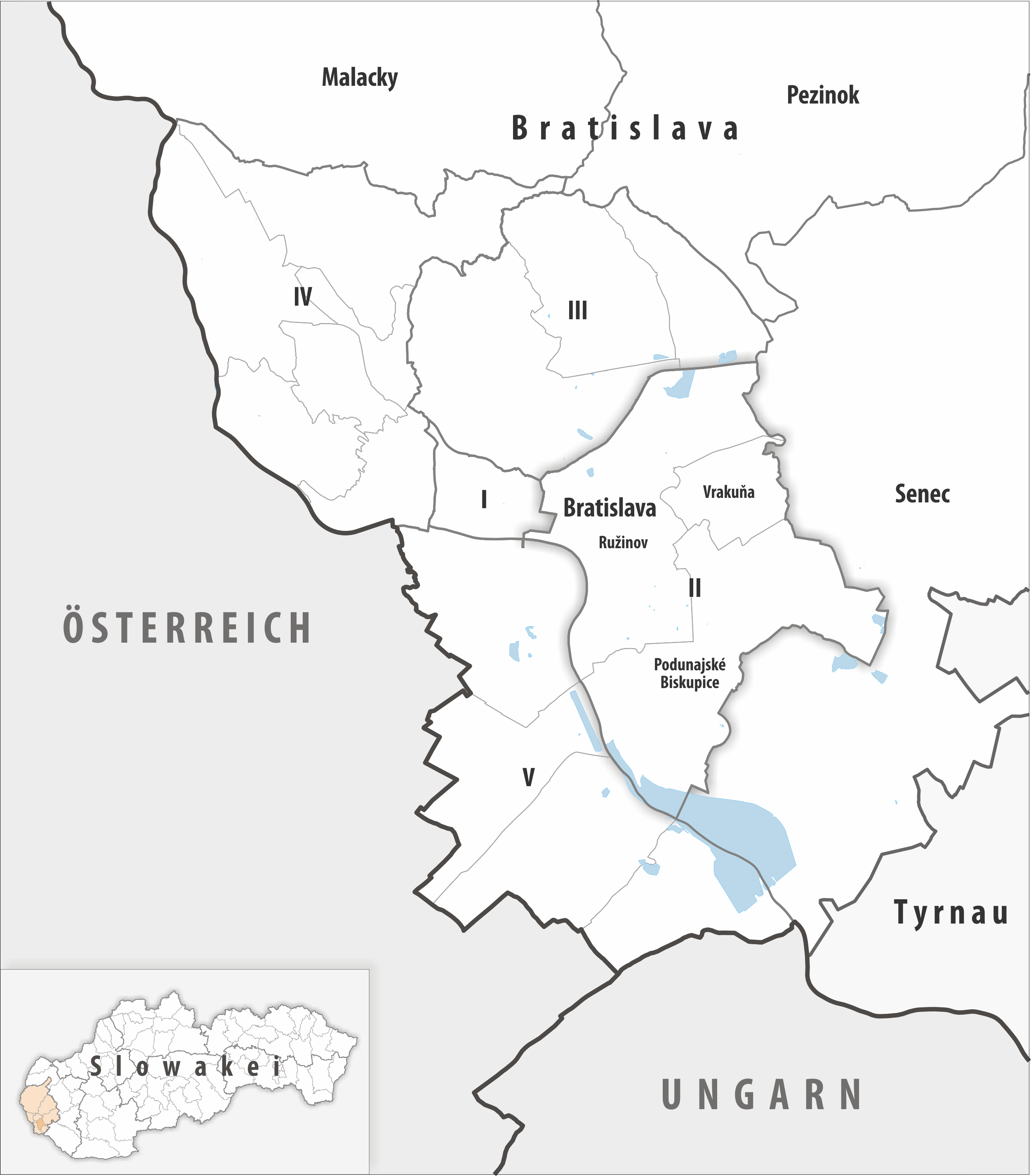
A Pozsonyi II. járás

A Pozsonyi II. járás (szlovákul Okres Bratislava II) Szlovákia Pozsonyi kerületének közigazgatási területe, mely Pozsony városnak az Óvárostól keletre eső területét foglalja magában.
Területe 92 km², lakossága 108 362 fő (2011).
Pozsony város következő részei tartoznak hozzá:
 (Zárójelben a szlovák név szerepel.)
- Főrév (Ružinov)
- Pozsonypüspöki (Podunajské Biskupice)
- Vereknye (Vrakuňa)

## Népessége
| Év:            | 1994.   | 2004.   | 2014.   | 2024.    |
| -------------- | ------- | ------- | ------- | -------- |
| Emberek száma: | 113 100 | 108 316 | 112 054 | 126 649  |
| Eltérés:       |         | -4,22 % | +3,45 % | +13,02 % |

| Év:            | 2023.   | 2024.   |
| -------------- | ------- | ------- |
| Emberek száma: | 125 980 | 126 649 |
| Eltérés:       |         | +0,53 % |